# Liste des noms latins des villes d'Afrique

Villes et camps d'Afrique romaine

Cet article donne une liste de localités et cités d'Afrique dans l'Antiquité et au Moyen Âge dont le nom en latin (ou latinisé) semble être confirmé par l'archéologie.
Les sources de ces toponymes sont multiples. Elles peuvent être :
- épigraphiques[3] (bornes milliaires, inscriptions commémoratives ou funéraires, etc.) ;
- textuelles (mentions littéraires, descriptions d'historiens et de géographes[4], listes épiscopales, etc.) ;
- géographiques (routiers[5] et itinéraires[6], cartes[7], etc.).

## 

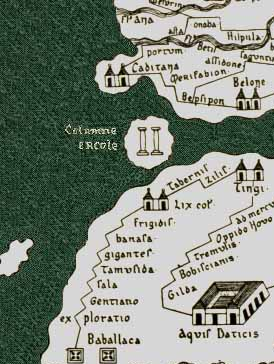
Reconstitution hypothétique de la partie marocaine, perdue, de la Table de Peutinger par Konrad Miller (1887).

## Maroc
| Nom latin                         | Nom actuel                              |
| --------------------------------- | --------------------------------------- |
| ad Mercurii, Augusta Zilil, Zilil | près de Asilah                          |
| Banasa                            |                                         |
| Thamusida                         |                                         |
| Oppidum Novum                     | Ksar el-Kébir                           |
| Lixus                             | Larache                                 |
| Rusad(d)ir                        | Melilla (aujourd'hui enclave Espagnole) |
| Tingis                            | Tanger                                  |
| Septem                            | Ceuta (aujourd'hui enclave Espagnole)   |
| Volubilis                         | près de Meknès                          |

## Algérie
Les noms de la période française sont indiqués afin de permettre les correspondances avec les ouvrages archéologiques antérieurs à l'indépendance de l'Algérie.
| Nom latin                        | Nom colonial    | Nom actuel                             | Commentaire |
| -------------------------------- | --------------- | -------------------------------------- | --- |
| Ad Médias ou Medix               |                 | Médéa                                  | |
| Ad Villam Servilianam            |                 | Guelaat Bou Sbaa                       | |
| Ala Miliaria                     |                 | Beniane                                | |
| Albulae                          |                 | Aïn Témouchent                         | |
| Altava                           | Lamoricière     | Ouled Mimoun                           | |
| Auzia                            | Aumale          | Sour El Ghozlane                       | |
| Bagasis                          |                 | Baghaï                                 | |
| Caesarea Mauretaniae             |                 | Cherchell                              | Césarée de Maurétanie, capitale provinciale |
| Calama                           |                 | Calama                                 | |
| Calculeus Herculis               |                 | El Kantara                             | |
| Castrum Puerorum                 |                 | Les Andalouses                         | |
| Castellum Cellense               |                 | Bordj Ghedir                           | |
| Cartennas ou (Cartennae)         |                 | Ténès                                  | |
| Castellum Auziens                |                 | Aïn Bessem                             | Fort situé à Ouled Yazid |
| Castellum Dimmidi                |                 | Messaad                                | Fort |
| Castellum Tigintanum             | Orléansville    | Chlef                                  | Fort |
| Castra Nova                      | Perrégaux       | Mohammadia                             | |
| Centuria                         |                 | Aïn El Hadjar                          | |
| Chullu ou Chullu municipium      | Collo           | El kol                                 | |
| Cirta                            |                 | Constantine                            | Capitale de la Numidie |
| Civitas Popthensis               |                 | Henchir Kssiba                         | |
| Cohors Breucorum                 |                 | Tagremaret                             | |
| Columnata                        | Bourbaki        | Khemisti                               | Vestiges romains |
| Cuicul                           |                 | Djemila                                | Site archéologique |
| Diana Veteranorum                |                 | Zana El Beida                          | Zana Site archéologique |
| Elephantaria in Mauretania       |                 |                                        | |
| Gemellae                         |                 | El-Kasbat (Commune M'Lili)             | Fort |
| Gazophyla ou Gadiaufala          |                 | Ksar Sbahi                             | |
| Hippo Regius                     | Bône            | Annaba                                 | |
| Icosium                          |                 | Alger                                  | |
| Igilgili                         | Jijel           | Jijel                                  | |
| Iomnium                          |                 | Tigzirt                                | |
| Lambaesis                        | Lambèse         | Tazoult                                | |
| Lamasba                          |                 | Merouana                               | |
| Lambiridi                        | Victor-Duruy    | Oued Chaaba                            | |
| Lucu                             |                 | Timziouine à Saïda                     | |
| Macomades                        | Canrobert       | Oum El Bouaghi                         | |
| Madaurus ou Madaura              | Madaure         | M'daourouch                            | Site archéologique |
| Mascula                          |                 | Khenchela                              | |
| Milev                            |                 | Mila                                   | |
| Nicosium                         |                 | N'Gaous                                | |
| Numerus Syrorum                  | Marnia          | Maghnia                                | Fort |
| Oppidum Novum                    |                 | Aïn Defla                              | |
| Oppidum Timici                   |                 | Sidi M'Hamed Ben Ali                   | |
| Petra geminiana                  |                 | (commune d'El Mizaraa)                 | |
| Pomaria                          |                 | Tlemcen                                | |
| Portus Divinus                   |                 | Mers el-Kébir                          | |
| Portus Magnus                    | Saint-Leu       | Bethioua                               | |
| Quiza Xenitana                   | Pont-du-Cheliff | Sidi Belattar                          | |
| Rapidum                          | Masqueray       | Djouab                                 | Fort, puis cité |
| Regiae                           |                 | Arbal à Tamzoura                       | |
| Rusguniae                        |                 | Tamentfoust                            | |
| Russicada                        | Philippeville   | Skikda                                 | |
| Rusuccuru                        |                 | Dellys                                 | |
| Rusubikari                       |                 | (Port aux poules) Zemmouri             | Appelé « port aux pèlerins » par les Algériens, vient peut-être d’une traduction erronée due à la proximité phonétique entre « al hadjadj » (pèlerin) et « al djadj » (poule), une autre hypothèse fait état de la déformation du nom romain « Portus Paulus » (Port de Paul) |
| Saldae                           | Bougie          | Béjaïa                                 | |
| Siga & Portus Sigensis           |                 | (Takembrit commune Oulhaça El Gheraba) | |
| Sigus                            | Sigus           | Sigus                                  | |
| Sitifis                          |                 | Sétif                                  | |
| Tabouda                          |                 | Sidi Okba                              | |
| Tamanouna                        |                 | Bordj Bou Arreridj                     | |
| Tassacora                        | Chanzy          | Sig                                    | |
| Thagaste                         |                 | Souk Ahras                             | Site archéologique |
| Thamugadi                        |                 | Timgad                                 | Site archéologique |
| Theveste                         |                 | Tébessa                                | |
| Thibilis                         |                 | Sellaoua Announa                       | Site archéologique |
| Thibursicu Numidarum             |                 | Khemissa                               | |
| Tiddis ou Castellum Tidditanorum |                 | Tiddis                                 | |
| Tigava                           | Les Attafs      | El Attaf                               | Site archéologique |
| Tigisis                          |                 | Ain El Bordj                           | |
| Tingartia                        |                 | Tiaret                                 | |
| Tirinadi                         |                 | Berrouaghia                            | |
| Tobna                            |                 | Barika                                 | |
| Tubusuptu                        |                 | (Tiklat dans la commune d'El Kseur)    | |
| Unica Colonia                    |                 | Oran                                   | |
| Uzinaza                          |                 | Saneg                                  | |
| Verecunda                        |                 | Markouna                               | Site archéologique |
| Vescera                          |                 | Biskra                                 | |
| Zaraï                            |                 | Zraïa à Sétif                          | |
| Zuccabar                         |                 | Miliana                                | |

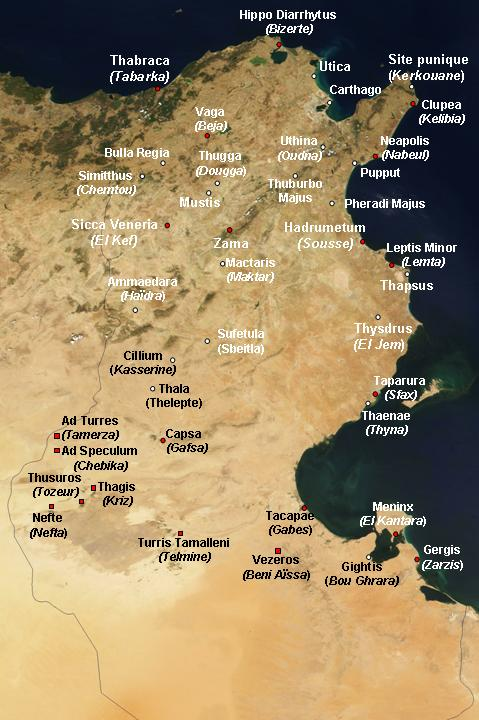

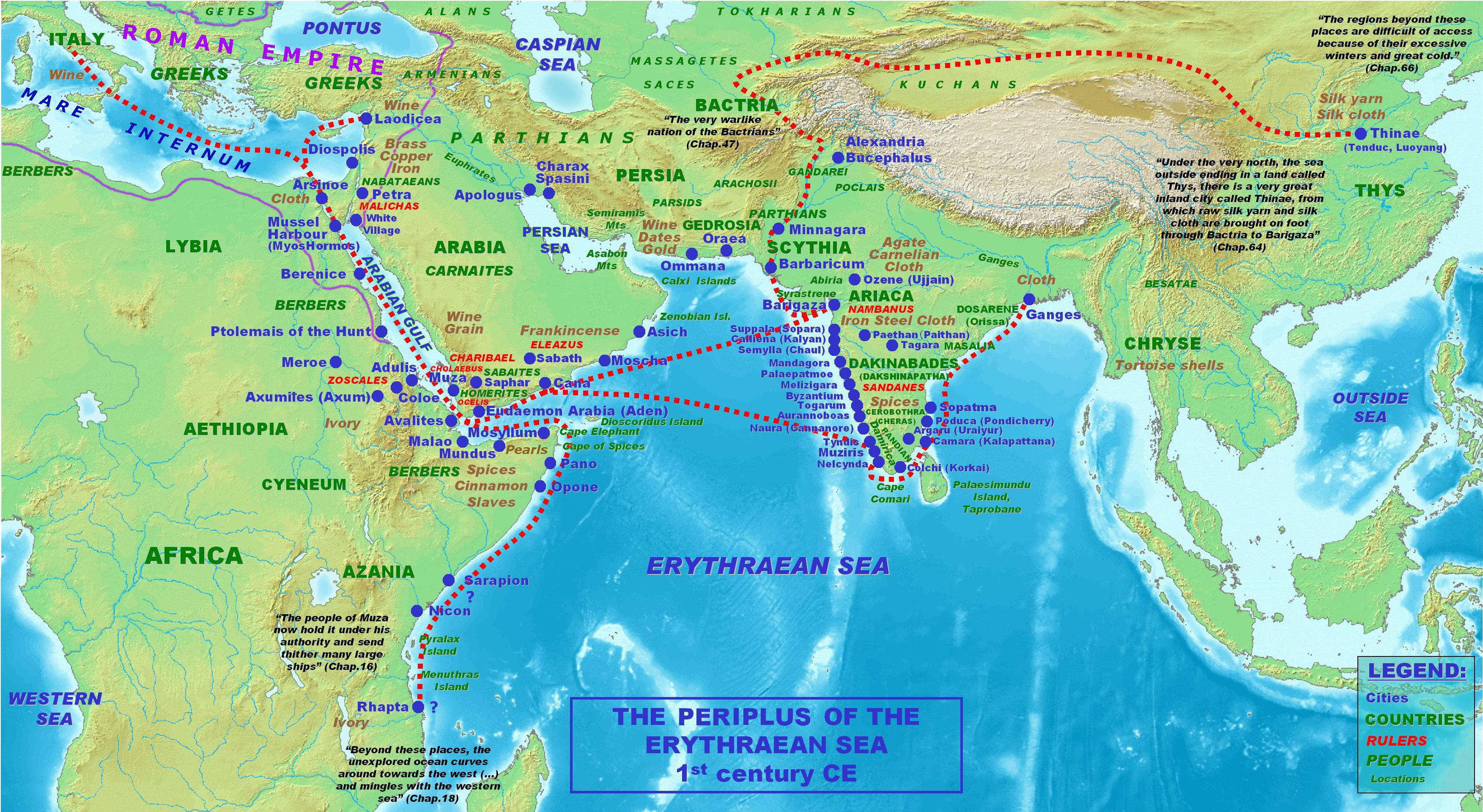
Route maritime entre l'Empire romain et l'Inde, d'après Le Périple de la mer Érythrée, Ier siècle ap. J.-C.

## Tunisie
| Nom latin            | Nom actuel                                                                        |
| -------------------- | --------------------------------------------------------------------------------- |
| Aggar                | Henchir Maklouba ?                                                                |
| Agger                | Sidi Amara                                                                        |
| Althiburos           | Medeïna                                                                           |
| Ammaedara            | Haïdra                                                                            |
| Bulla Regia          | Hammam Darraji près de Jendouba                                                   |
| Capsa                | Gafsa                                                                             |
| Carpi                | Mraïssa (au Cap Bon : gouvernorat de Nabeul)                                      |
| Carthago             | Carthage                                                                          |
| Cercina              | Bordj Hassar (Kerkennah)                                                          |
| Curubis              | Korba (au Cap Bon : gouvernorat de Nabeul)                                        |
| Furnos Majus         | Aïn Fourna                                                                        |
| Gergis               | Zarzis                                                                            |
| Gigthis              | Bou Ghrara                                                                        |
| Hadrumetum           | Sousse                                                                            |
| Hippo Diarrhytus     | Bizerte                                                                           |
| Iunci ?              | Younga                                                                            |
| Lares                | Lorbeus                                                                           |
| Lepti Minus          | Lamta                                                                             |
| Macomades Minores ?  | Younga                                                                            |
| Mactaris             | Makthar                                                                           |
| Matar ?              | Mateur                                                                            |
| Maxula               | Radès                                                                             |
| Meninx               | Djerba                                                                            |
| Missua               | Sidi Daoud                                                                        |
| Musti                | Henchir Mist (dans la plaine du Krib)                                             |
| Naraggara            | Sakiet Sidi Youssef                                                               |
| Neapolis             | Nabeul                                                                            |
| Neferis              | Henchir Bou Baker (près de Khanguet El Hadjaj au Cap Bon : gouvernorat de Nabeul) |
| Nepte                | Nefta                                                                             |
| Ruspae               | Rosfa                                                                             |
| Ruspina              | Henchir Tennir (près de Monastir)                                                 |
| Siagu                | Kasr Ez-Zit                                                                       |
| Sicca Veneria        | El Kef                                                                            |
| Sufetula             | Sbeïtla                                                                           |
| Tacape               | Gabès                                                                             |
| Taphrura ou Taparura | Sfax                                                                              |
| Thabraca             | Tabarka                                                                           |
| Thacia               | Bordj Messaoudi                                                                   |
| Thaenae              | Henchir Thina                                                                     |
| Thala                | Thala                                                                             |
| Thapsus              | Ras Dimass (près de Bekalta)                                                      |
| Thélepte             | Medinet el Kdima                                                                  |
| Thibari              | Thibar                                                                            |
| Thibicaae            | Bir Magra                                                                         |
| Thuburbo Majus       | Henchir Kasbat (près de Zaghouan)                                                 |
| Thuburbo Minus       | Tebourba                                                                          |
| Thubursicu Bure      | Téboursouk                                                                        |
| Thugga               | Dougga                                                                            |
| Thunusuda            | Sidi Meskine                                                                      |
| Thysdrus             | El Jem                                                                            |
| Turris Tamalleni     | Telmine                                                                           |
| Tusuros              | Tozeur                                                                            |
| Uchi Maius           | Henchir Douamis                                                                   |
| Usula                | Inchilla                                                                          |
| Uthina               | Oudna                                                                             |
| Utica                | Utique                                                                            |
| Vaga                 | Béja                                                                              |
| Zama Regia           | Jama                                                                              |
| Ziqua                | Zaghouan                                                                          |

## Libye
| Nom latin               | Nom actuel  |
| ----------------------- | ----------- |
| Apollonia               | Marsa Souza |
| Barca                   | Merj        |
| Berenice / Euhesperides | Benghazi    |
| Leptis Magna            | Lebda       |
| Golas / Gholaia         | Bu Njem     |
| Oea                     | Tripoli     |
| Sabratha                | Sabratha    |

## Égypte
| Nom latin                        | Nom actuel | commentaires et références |
| -------------------------------- | --- | --- |
| Alexandria                       | Alexandrie, الإسكندرية (Al-ʼIskandariya)                                                                          | du grec Ἀλεξάνδρεια ; égypto-arabe Iskindireyya ; pourrait être sur le site de la ville égyptienne de Racondah ou Rakhotis, en copte Rakotə.                                                                  |
| Berenice (HN, 5, 5, 31)          | Medinet-el Haras                                                                                                  | francisé en Bérénice ; du grec Βερενίκη (Berenice Troglodytica) ; selon Huntingford, du berbère (touareg) tawāriq (au sing. tāriqa), tribu.                                                                   |
| Memphis (HN, 5, 9, 50 et 11, 61) | correspond aux localités de Mit Rahina, Dahshur, Saqqara, Abusir, Abu Gorab, et Zawyet el'Aryan, au sud du Caire. | de l'égyptien Men-nefer (la pyramide de Pépi Ier), puis du grec Μεμφις (Memphis) ; en copte Menfe ; ancienne cité égyptienne d'Ineb Hedj (Les murs blanc), aussi nommée Ankh Tawy (Ce qui lie les deux pays). |
| Syene (HN, 5, 10, 59)            | Assouan, أسوان (Aswān)                                                                                            | francisé en Syène ; de l'égyptien swn.w ou Swenet (commerce), puis du grec Συήνη. |

## Soudan

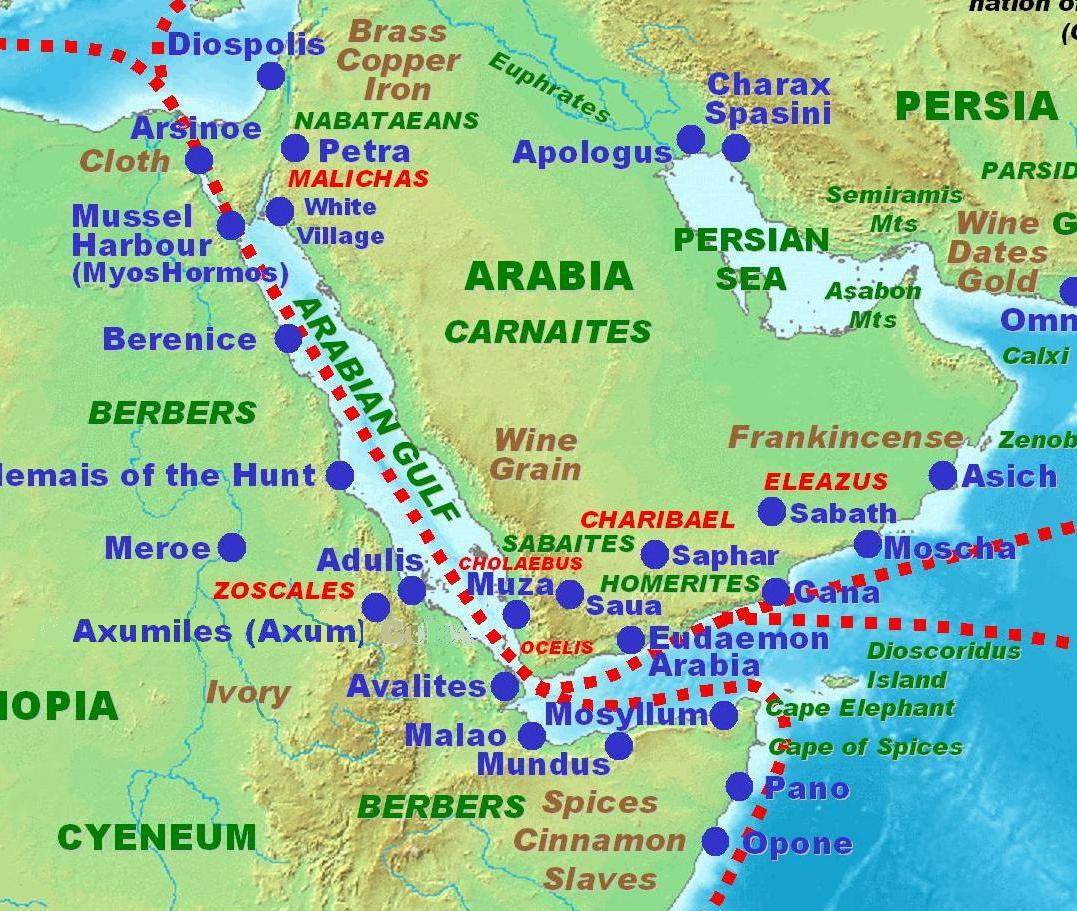
Détail d'après Le Périple de la mer Érythrée

| Nom latin        | Nom actuel | commentaires et références                         |
| ---------------- | ---------- | -------------------------------------------------- |
| Meroë            | Méroé      | cf. Lexicon Universale d'Hofmann.                  |
| Ptolemais Theron | ?          | port situé vers le 17° de latitude Nord (cf (en)). |

## Érythrée
| Nom latin | Nom actuel | commentaires et références                                                      |
| --------- | ---------- | ------------------------------------------------------------------------------- |
| Adulis    | Zula ?     | oppidum Aduliton d'après Pline l'Ancien (HN, 6, 34, 172), du grec (Périple...). |

## Éthiopie
| Nom latin                     | Nom actuel    | commentaires et références                                 |
| ----------------------------- | ------------- | ---------------------------------------------------------- |
| Auxume ou Axumiles (peuple ?) | Aksoum (Axum) | du Guèze አክሱም (Aksumdu), cf. Lexicon Universale d'Hofmann. |
| Coloe                         | ?             | du grec (Ptolémée), cf. Lexicon Universale d'Hofmann.      |

## Tanzanie
| Nom latin       | Nom actuel                                                                                         | commentaires et références |
| --------------- | -------------------------------------------------------------------------------------------------- | --- |
| Rapta ou Rhapta | non localisée : Kisuyu ou le délta du Rufiji (selon Huntingford), Pemba (île) (selon Innes Mille). | grec latinisé aussi en Raphta ; cf. Pline l'Ancien, Ptolémée et le Périple... (rhapton ploiarion) ; anciennement localisée au nord de Kilwa Kisiwani (en portugais Quiloa), cf. Desanges 1988. |